# James Holland (Politiker)
James Holland (* 1754 bei Rutherfordton, Rutherford County, Province of North Carolina; † 19. Mai 1823 im Maury County, Tennessee) war ein US-amerikanischer Politiker. Zwischen 1795 und 1797 sowie nochmals von 1801 bis 1811 vertrat er den Bundesstaat North Carolina im US-Repräsentantenhaus.

## Werdegang
James Holland erhielt eine eher unterdurchschnittliche schulische Ausbildung. Während des Unabhängigkeitskrieges war er zeitweise Major der Staatsmiliz von North Carolina und Mitglied der Kontinentalarmee. Zwischen Juli 1777 und Juli 1778 amtierte er als Sheriff im Tryon County. In den Jahren 1780 bis 1800 war er neben seinen anderen Funktionen auch Friedensrichter im Rutherford County. In diesem Bezirk war er von 1782 bis 1785 auch Revisor (Comptroller). 1783 wurde Holland in den Senat von North Carolina gewählt. In den Jahren 1786 und 1789 saß er als Abgeordneter im Repräsentantenhaus seines Staates. 1789 war er Delegierter auf der Versammlung, auf der die Verfassung der Vereinigten Staaten für North Carolina ratifiziert wurde. Außerdem war Holland von 1789 bis 1795 Kurator der University of North Carolina. Nach einem Jurastudium und seiner im Jahr 1793 erfolgten Zulassung als Rechtsanwalt begann er in Rutherfordton in diesem Beruf zu arbeiten.
Mitte der 1790er Jahre schloss sich James Holland der von Thomas Jefferson gegründeten Demokratisch-Republikanischen Partei an. Bei den Kongresswahlen des Jahres 1794 wurde er im dritten Wahlbezirk von North Carolina in das US-Repräsentantenhaus gewählt, wo er am 4. März 1795 die Nachfolge von Joseph McDowell antrat. Da er im Jahr 1796 auf eine weitere Kandidatur verzichtete, konnte er bis zum 3. März 1797 zunächst nur eine Legislaturperiode im Kongress absolvieren.
Nach seinem Ausscheiden aus dem US-Repräsentantenhaus arbeitete er wieder als Anwalt und in der Landwirtschaft. Noch im Jahr 1797 wurde er erneut Mitglied im Senat von North Carolina. Bei den Wahlen des Jahres 1800 wurde Holland im zehnten Distrikt seines Heimatstaates erneut in den Kongress gewählt, wo er am 4. März 1801 Richard Spaight ablöste. Nach vier Wiederwahlen im 1802 neugeschaffenen elften Bezirk konnte er bis zum 3. März 1811 fünf weitere Legislaturperioden im Kongress verbringen. In diese Zeit fiel im Jahr 1803 der von Präsident Jefferson getätigte Louisiana Purchase, durch den das Staatsgebiet der Vereinigten Staaten beträchtlich vergrößert wurde. 1804 wurde der zwölfte Verfassungszusatz ratifiziert.
Im Jahr 1810 verzichtete James Holland auf eine erneute Kandidatur. Nach dem Ende seiner letzten Amtszeit im Kongress zog er nach Tennessee, wo er sich im späteren Maury County niederließ. Dort arbeitete er in der Landwirtschaft. Von 1812 bis 1818 war er in seiner neuen Heimat als Friedensrichter tätig. James Holland starb am 19. Mai 1823 auf seinem Anwesen im Maury County.